# 旺多姆站
旺多姆站，是法国的一个铁路车站，位于法国城市旺多姆。

## 位置
旺多姆站位于旺多姆市区的北部，卢瓦河右岸。车站大致呈东西走向，开口朝南。

## 设施
旺多姆站包括一个侧式站台和一个岛式站台，共三根主车道。此外车站后侧（北侧）设有多条存车线。
旺多姆站设有人工售票窗口，其开放时间如下：
- 周一至六：10:15~12:45和13:45~18:30
- 周日及节假日：关闭

此外，旺多姆站还设有自动售票机等设施。

## 停靠线路
以下列车线路在旺多姆站停靠：
| 旺多姆站列车线路表 |          |                |           |              |
| 线路               | 车种     | 上一站         | 下一站    | 大致运行频率 |
| 巴黎—旺多姆        |          | 佩祖           | （终点）  | 每天2趟左右  |
| 沃武—图尔          | 佩祖     | 圣达芒德旺多姆 | 每天1趟   |              |
| 沃武—旺多姆        | 佩祖     | （终点）       | 每天1~2趟 |              |
| 沙托丹—图尔        | 佩祖     | 圣达芒德旺多姆 | 每天1~3趟 |              |
| 旺多姆—图尔        | （起点） | 圣达芒德旺多姆 | 每天1趟   |              |
| 1. 2. 3.           |          |                |           |              |

## 配套交通

### 长途客车
| 停靠旺多姆站的大巴车 |                                                     | |
| 上下车地点           | 运营单位                                            | 主要目的地 |
| 旺多姆站门口         | 卢瓦-谢尔省城际客运 Route 41 （页面存档备份，存于） | - 09线：瑟洛梅、维勒弗朗科尔、布卢瓦市区、布卢瓦火车站 - 12线：卢瓦河畔蒙图瓦尔、吕奈、阿尔坦 - 13线：卢瓦河畔维列、马藏热、舒埃 - 14线：阿泽、克莱尔之城、杜鲁埃 - 20线：佩祖、圣伊莱尔拉格拉韦尔 |
| 旺多姆站门口         | SNCF Car TER Centre - Val-de-Loire                  | - 2.9线：图尔、沙特尔、博纳瓦、沙托雷诺尔 - 5线：旺多姆TGV站、蒙杜布洛 - 当某条铁路线施工或罢工时，SNCF可能也会提供途径该线路沿途站点的大巴车                                                      |
| 1. 2. 3.             |                                                     | |

### 市内交通
| 旺多姆站附近的市内公共交通线路 |              | |
| 公交车站名称                   | 位置         | 停靠线路 |
| Gare TER 慢车火车站            | 旺多姆站正门 | - A线：卢瓦河畔维列-高铁站 ↔ 旺多姆-南部工业区 - B线：旺多姆-格鲁埃开发区 ↔ 梅莱-城关 - 校车路线（仅学生上学期间运行）：C线、D线、E线、F线、G线、H线 |
| 1. 2. 3.                       |              | |

### 社会车辆
旺多姆站门口设有社会车辆停车场。

## 临近车站
| 旺多姆站（Gare de Vendôme）    |                    |                  |
| 上行车站                       | 线路               | 下行车站         |
| 佩祖站                         | 布雷提尼－图尔铁路 | 圣达芒德旺多姆站 |
| （货运）                       | 布卢瓦－旺多姆铁路 | （终点）         |
| - 本表仅显示运营中的线路及车站 |                    |                  |